# Miłość i przemoc
Miłość i przemoc (hiszp. Amor a Palos) – wenezuelska telenowela z 2005 roku wyemitowana przez RCTV.

## Wersja polska
W Polsce telenowela była emitowana na kanale Zone Romantica od 30 stycznia 2009 roku do 24 lipca 2009 roku. Opracowaniem wersji polskiej zajęło się Studio Company. Autorem tekstu był Michał Marogan. Lektorem serialu był Marek Lelek.

## Fabuła
Chacao, nowoczesna dzielnica Caracas. Grupa kobiet postanawia, że znajdzie mężczyzn swoich marzeń. Ana Jesús Amaral – piękna studentka prawa wypowiada wojnę męskiemu szowinizmowi, który opanował świat biznesu. Dziewczyna organizuje feministyczną manifestację. Poznaje słynną dziennikarkę – Patricię Larę, która ma za sobą związek z mężem brutalem i jest w trakcie rozwodu. Najmłodszą z grupy kobiet jest Greta, która w słusznej sprawie uczłowieczania mężczyzn, używa sztuki manipulowania ich uczuciami. Tej trójce dziewczyn pomaga także delikatna idealistka Magdalena oraz czterdziestoletnia Virginia, która marzy o stałym partnerze. Czy piątce bohaterek uda się zrealizować cel?.

## Obsada
- Norkys Batista – Ana Jesús Amaral
- Luciano D’Alessandro – Juan Marco Coronel
- Natalia Ramírez – Magdalena Lam De Soriano
- Alejandro López – Jairo Restrepo Moreira
- Emma Rabbe – Virginia Revueltas
- Hilda Abrahamz – Pamela Johnson
- Dora Mazzone – Auxiliadora Amaral De Moreira
- Eliana López – Oriana Ponce De León
- Nacarid Escalona – Elvira "Elvirita" Quintana
- Javier Valcárcel – Bonifacio "Chorlito" Cañas
- Leonardo Marrero – Victorino Soriano
- Miguel Augusto Rodríguez – Beltrán Ponce De León
- Giancarlo Pasqualotto – Luis Lam
- Miguel Ferrari – Numa Custodio Moreira
- Abril Schreiber – Greta Johnson
- Manuel Sosa – Wilfredo Zapata
- Susana Duijm (†) – Maya Johnson
- Kiara – Patricia Lara
- Juliet Lima – Rocío Vargas
- Yoletti Cabrera – Doris Salcedo
- Ivette Domínguez – Thelma Fernández
- Abelardo Behna – Lorenzo Jordán
- Kimberly Dos Ramos – Julieta Soriano Lam
- Gabriel López – Romano Restrepo
- Miguel Gutiérrez (aktor) – Zacarías Moreira
- Vanessa Montesinos – Ruthy Moreira
- Belén Peláez – Paola Freitas
- Alexander Espinoza – Fermín Acosta
- Brenda Hanst – Selena Granados
- Roberto Mesutti – René Cárdenas
- Yesenia Cuan – Kenya Impala
- Ezzio Cavallaro – El Hombre
- Carly Pinto – Marbella Colorado
- José Odaman – Simón Lara
- Flavio León – Aristóteles
- Iván Mendoza – Paramédico de Ana
- Doriam Sojo – Detective Patricio
- Lilibeth Morillo – Cornelia Fox
- Carlos Márquez (†) – Sr. Oropeza
- Wanda D’Isidoro – Dolores
- Deyalit López – Verónica